# 聖書辞典
聖書辞典（せいしょじてん）は聖書の地名や人名などの背景に関する語句の意味を調べるための辞典である。
後藤光三は、聖書辞典、キリスト教大辞典、キリスト教百科事典、聖書辞典などは、説教者の研究に確信を与えてくれると述べて、説教者が詳しい地名、人名、風俗、習慣について調べることは、直接間接的に説教に潤いを与えてくれるとしている。

## 主な聖書辞典

### 日本語
- 聖書辞典--いのちのことば社より、1951年に出版。
- 新聖書大辞典--馬場嘉市編集でキリスト教新聞社より、1971年に出版
- 新聖書辞典--いのちのことば社、1985年に出版